# Adelbert College
Het Adelbert College (ook wel het Adelbert) is een in 1954 opgerichte school voor voortgezet onderwijs in Wassenaar. In 2017 had de school 1202 leerlingen. De school is door ouders opgericht, uit onvrede over het ontbreken van een school van katholieke signatuur in de gemeente. De school was jarenlang in barakken gevestigd aan de Wiegmanweg en in een aantal lokalen van de voormalige katholieke jongensschool in het centrum van Wassenaar in de van Heeckerenstraat, totdat in 1978 een eigen, bakstenen gebouw werd betrokken aan de Wassenaarse Deijlerweg. In 2004 werd het schoolgebouw compleet verbouwd en gemoderniseerd. Op de plek waar nu de school staat, was eerder de Wassenaarse tramrmise te vinden. 
Het Adelbert is vernoemd naar de Angelsaksische monnik Sint Adelbert (overleden ca. 740), de apostel van Kennemerland, die thans begraven ligt in de abdijkerk van de Sint-Adelbertabdij te Egmond-Binnen.

## Bekende oud-leerlingen
- Francis van Broekhuizen, operazangeres
- Rutger Castricum, journalist
- Laura de Blij, weerpresentator
- Huub Flohr, priester
- Daphne Groeneveld, model
- Rob Kamphues, presentator
- Timothy Kimman, rapper
- Elaine Pen, ruiter
- Carly Wijs, tv-actrice
- Roy van Huet, politicus